# Chapsa granulifera
Chapsa granulifera är en lavart som beskrevs av Frisch & Kalb. Chapsa granulifera ingår i släktet Chapsa och familjen Graphidaceae.   Inga underarter finns listade i Catalogue of Life.